# تاترا تی۷۰۰
تاترا تی۷۰۰ (Tatra T۷۰۰) خودرویی است که در سال‌های ۱۹۹۶ تا ۱۹۹۹تولید شده‌است.
این خودرو در کلاس خودرو لوکس قرار گرفته، طراحی آن خودروهای موتور عقب-محور عقب بوده طول آن در حالت طبیعی ۵٬۱۳۵ میلیمتر (۲۰۲٫۲ اینچ) و عرض آن در حالت طبیعی ۱٬۸۰۰ میلیمتر (۷۰٫۹ اینچ) و ارتفاع آن در حالت طبیعی ۱٬۴۸۰ میلیمتر (۵۸٫۳ اینچ) است. سیستم جعبه‌دندهٔ آن ۵ دنده است.